# Syagrus campos-portoana
Syagrus campos-portoana är en enhjärtbladig växtart som först beskrevs av Gregório Gregorievich Bondar, och fick sitt nu gällande namn av Sidney Frederick Glassman. Syagrus campos-portoana ingår i släktet Syagrus och familjen Arecaceae. Inga underarter finns listade i Catalogue of Life.